# 교황 요한 14세
교황 요한 14세(라틴어: Ioannes PP. XIV, 이탈리아어: Papa Giovanni XIV)는 제136대 교황(재위: 983년 12월 - 984년 8월 20일)이다.
요한 14세는 파비아 태생으로, 교황으로 선출되기 전에는 신성 로마 제국 황제 오토 2세의 상서국장이었다가 그의 추천을 받아 교황좌에 올랐다.
그의 본명은 피에트로 캄파노라(이탈리아어: Pietro Campanora)였지만, 초대 교황인 성 베드로와 같은 이름을 쓸 수 없다고 하여 교황으로서 자신의 새 이름을 요한으로 선택하여 요한 14세가 되었다.
요한 14세가 교황으로 즉위한 지 얼마 지나지 않아 오토 2세가 사망하고, 그의 뒤를 이어 오토 3세가 즉위하였다. 하지만 당시 그는 아직 3세 밖에 되지 않은 어린아이였기 때문에 교황이 된 요한 14세를 제대로 보호할 처지가 못되었다. 대립교황 보니파시오 7세는 새 교황에 대한 반대 여론에 힘입어 콘스탄티노폴리스에서 돌아와 요한 14세를 산탄젤로 성의 감옥에 구금하였다. 요한 13세는 그곳에서 기아 또는 독극물로 인하여 선종하였다.
베네벤토의 대주교 알로에게 보낸 서신이 요한 14세가 남긴 유일한 문헌인데, 그것에 의하면 그는 평소에 교회의 쇄신에 지대한 관심을 가지고 있었다.